# Штесов
Штесов (њем. Steesow) општина је у њемачкој савезној држави Мекленбург-Западна Померанија. Једно је од 89 општинских средишта округа Лудвигслуст. Према процјени из 2010. у општини је живјело 203 становника. Посједује регионалну шифру (AGS) 13054098.

## Географски и демографски подаци
Штесов се налази у савезној држави Мекленбург-Западна Померанија у округу Лудвигслуст. Општина се налази на надморској висини од 36 метара. Површина општине износи 24,4 km². У самом мјесту је, према процјени из 2010. године, живјело 203 становника. Просјечна густина становништва износи 8 становника/km².

## Међународна сарадња
| Мјесто      | Држава | Врста сарадње | Од    |
| ----------- | ------ | ------------- | ----- |
| Албертслунд | Данска | партнерство   | 1973. |
| Извор       |        |               |       |